# Vasco Sá
Vasco Sá (Porto, 1979) é um realizador e produtor português de cinema de animação.

## Formação
Vasco Sá tira o Mestrado em Som e Imagem na Escola das Artes – UCP.
Em 2011 inicia uma colaboração com a produtora Bando à Parte, efetuando trabalho artístico e de produção para dezenas de filmes internacionalmente reconhecidos.
É um dos fundadores do BAP- Animation Studios.

## Filmografia
2011 – O Sapateiro (Portugal/Espanha), co-realizado com David Doutel
2014 – Fuligem (Portugal), co-realizado com David Doutel
2018 – Agouro (Portugal/França), co-realizado com David Doutel
2022 – Garrano (Portugal/Lituânia), co-realizado com David Doutel

## Prémios e Distinções
Os seus filmes contam com cerca de 500 seleções em Festivais Internacionais (ClermontFerrand IFF , Annecy IAFF, Encounters Film Festival, Hiroshima IAFF, Animafest Zagreb, Anima Brussels, etc.).
Fuligem foi o primeiro e único filme português a receber o Grande Prémio do Cinanima nas 46 edições do Festival. Foi também distinguido em 2014 com o Prémio Sophia pela Academia Portuguesa de Cinema.
Em 2011, o filme O Sapateiro vence a primeira edição do Prémio SPA/Vasco Granja, que distingue o melhor filme de cinema de animação Português.
Garrano
- SIGGRAPH Asia Computer Animation Festival, Coreia do Sul – Grande Prémio “Best of the Show”[27][28]
- AJAYU International Animation Festival – Grande Prémio
- Thessaloniki Animation Festival, Grécia - Golden Octopus - Prémio para Melhor Filme
- Animario International Contemporary Animation Festival, Espanha – Menção Especial
- TOFUZI - International Animated Film Festival, Georgia – Menção Especial
- Cinanima IAFF, Portugal - Menção honrosa Prémio António Gaio
- Casa da Animação, Portugal - Prémio Nacional da Animação
- Animateka International Animated Film Festival, Eslovénia – Menção Especial do Júri
- Anilogue International Animation Festival, Hungria – Prémio Especial do Júri
- Festival Caminhos do Cinema Português – Menção Honrosa Federação Nacional de Cineclubes
- Curtas Vila do Conde IFF, Portugal – Prémio do Público

Agouro
- Busan ISFF, Coreia do Sul - Grande Prémio
- Anima Mundi, Brasil - Melhor Direção de Arte
- Shorts Mexico, ISFF - Melhor Curta-metragem Iberoamericana
- Tehran ISFF, Irão - Melhor filme de Animação
- Anilogue ISAFF, Hungria - Prémio do Júri
- Cinanima IAFF, Portugal - Premio António Gaio – Melhor filme Português
- Cinanima IAFF, Portugal - Menção honrosa na Competição Internacional
- Monstra IAFF, Portugal- SPA Autores - Melhor Curta Portuguesa
- Monstra IAFF, Portugal - Menção Especial SPA Autores
- ShortCutz Lisboa, Portugal – Melhor curta metragem
- Cinema de Animação OLHO, Portugal- Melhor Curta-Metragem Nacional
- Roanne IAFF, França - Menção especial do Júri Festivals Connexion
- Motel X IHFF , Portugal - Menção Honrosa do Júri
- Kuandu IAFF, Taiwan - Menção Honrosa do Prémio KuanDog
- Festival Voix d’Etoiles, França - Melhor Banda Sonora
- Casa da Animação, Portugal - Menção Honrosa
- Premiados ShortCutz Ovar, Portugal - Melhor curta de Animação
- FICBUEU - Festival International, Spain, Espanha - Melhor Som

Fuligem
- Cinanima IAFF, Portugal - Grande Prémio
- Cinanima IAFF, Portugal - Prémio António Gaio
- Academia Portuguesa de Cinema - Prémio Sophia Melhor Curta de Animação
- Bang Awards, Portugal – Grande Prémio
- Curtas Vila do Conde IFF, Portugal - Melhor Realização
- Curtas Vila do Conde IFF, Portugal - Prémio do Público
- Casa da Animação - Prémio Nacional da Animação
- Monstra IAFF, Portugal - Prémio do Júri
- Monstra IAFF, Portugal - Prémio do Público
- Monstra IAFF, Portugal - Melhor Filme Português SPA/Vasco Granja
- Adana Golden Boll ISFF, Turquia – Melhor Animação
- Vilnius Tindirindis IAFF, Lituânia - Melhor Filme para Adultos
- 3D Wire Fest, Espanha – Distinção especial para Melhor Filme Europeu
- FIKE Festival Internacional de Curtas Metragens, Portugal – Melhor filme de animação
- FIKE Festival Internacional de Curtas Metragens, Portugal - Melhor filme português
- Anilogue - International Animation Film Festival, Hungary – Prémio Especial do Júri
- Be There! Corfu Animation Festival, Grécia - Prémio do Júri
- Festival Ibérico de Cinema de Badajoz, Espanha – CECEXI Prémio Especial de Animação
- International Animation Short Film Festival of Roanne, França - Prémio Festivals Connexion - Region Rhône-Alpes
- Festival Imago - Curtas Metragens Iberoamericanas, França - Menção Especial
- Holland Animation Film Festival, Netherlands - Menção Especial HAFF Prémio MovieZone
- International Film Festival Etiuda&Anima, Poland - Menção Honrosa
- International Meeting of Animation, 3D and Video Games in Segovia, Spain - Distinção Especial para o Melhor Filme Europeu

O Sapateiro
- Monstra IAFF, Portugal - Melhor Filme Português SPA/Vasco Granja
- Huesca International Film Festival, Spain – Jinete Ibérico
- Cinanima IAFF, Portugal – Menção honrosa Prémio António Gaio
- Festival Ibérico de Cinema de Badajoz, Espanha – Melhor banda sonora
- Shortcutz Porto, Portugal – Melhor curta-metragem
- Curtocircuito Santiago de Compostela SFF, Espanha – Melhor filme de animação